# 奈半利駅
奈半利駅（なはりえき）は、高知県安芸郡奈半利町にある土佐くろしお鉄道（TKT）ごめん・なはり線の駅である。同線の終着駅。駅番号はGN21。
高知県内の鉄道駅としては最東端に位置する。

## 歴史
国鉄阿佐線として建設が進められていた当時は、当駅から更に室戸・甲浦方面へ向かう予定となっていたが、土佐くろしお鉄道の路線として建設されたのはこの駅までとなっている。

### 年表
- 2002年（平成14年）7月1日：土佐くろしお鉄道ごめん・なはり線の終着駅として開設。
- 2021年（令和3年）4月1日：簡易委託駅化（同駅1階にある物産館「無花果」が受託）[4]。
- 2023年（令和5年）8月30日：阿佐海岸鉄道DMVの当駅前発着便初運行記念イベント開催[5]。なお当駅前発着DMV乗車に関しては事前抽選制となった[6]。

## 駅構造

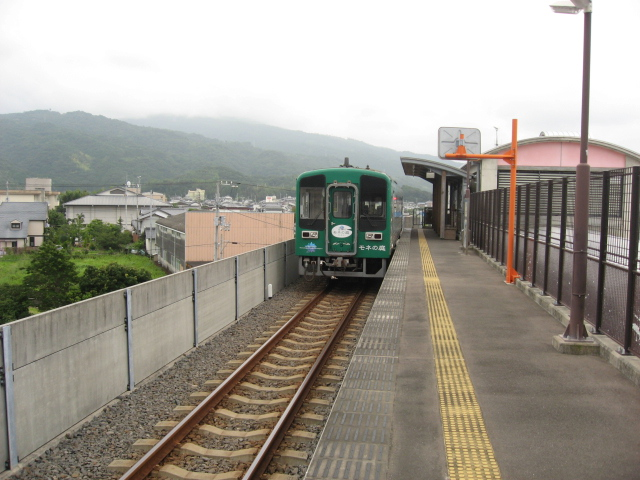
ホーム

単式ホーム1面1線を有する高架駅。到着した列車がそのまま折返す構造である。夜間停泊は無い。当初の計画では室戸・甲浦方面に延伸可能な構造としていたが、着工時に計画変更、延伸しない前提の構造となった。
備考
- 安芸駅管理の簡易委託駅。自動券売機が設置されている。

- 列車停車時間は短いが、夜間は40分 - 1時間停車する列車がある。

- 改札口・ホームは3階にあり、改札口を通るとすぐにホームに出る。3階までは階段かエレベーターで上がる。奈半利港一帯はみなとオアシスの登録をしていて1階の物産館「無花果」はみなとオアシス奈半利を構成する施設の1つでもあり、ごめん・なはり線のグッズも扱っている他出札業務も受託している。2階は町民ギャラリーとなっている。3階には海側に面した眺望の良いオープンデッキスペースと、イタリアンレストランがある。

- 志国土佐 時代の夜明けのものがたりは、後続定期列車との兼ね合いもあり当駅に到着後は直ぐに田野駅まで回送で折返し、田野駅にて車内整備を行った後再度当駅まで回送する。

## 駅周辺
駅北側には国道55号が通り、国道沿い（概ね徒歩10分程度の範囲）に喫茶店や銀行、コンビニエンスストア等がある。
駅北側1.5kmに阿南安芸自動車道北川奈半利道路芝崎ICがある。
- 国土交通省四国地方整備局土佐国道事務所奈半利国道出張所
- 安芸警察署奈半利駐在所
- 奈半利町役場
- 奈半利町保健センター
- 奈半利町立奈半利小学校
- 奈半利町立奈半利中学校
- 日本郵便奈半利郵便局
- 高知銀行中芸支店
- 高知県農業協同組合奈半利支所
- 国道55号
- 国道493号
- 高知県道205号奈半利港線
- 奈半利川
- 奈半利漁港
- マルナカ奈半利店
- ホームストック奈半利店

## 観光
- 北川村方面 モネの庭マルモッタン、中岡慎太郎館、北川温泉（共に北川村バス利用）
- 奈半利町内 旧野根山街道史跡、伝統的建造物群、二重柿、サンゴ（グラスボート運航）

## バス路線
- 高知東部交通
  - 安芸駅・安芸営業所方面　（データイムで1時間に1本程度）
  - 室戸岬経由室戸世界ジオパークセンター行（海の駅東洋町・甲浦岸壁方面は室戸世界ジオパークセンターで乗換）（阿佐線未成区間） データイムで1時間に1本程度。

- 北川村営バス　（いずれの路線も1日数便のみ運行で、デマンド区間も存在する。日曜運休）
  - モネの庭・野友・柏木（中岡慎太郎館）・小島（北川温泉）・島・久江ノ上・久木方面
  - 田野ふれあいセンター方面

## イメージキャラクター

なは りこちゃん

名称は「なは りこちゃん」。駅員服装の女の子で、衣装デザインは後免駅キャラクター「ごめん えきお君」とお揃いとなっており、帽子には「NAHARI」と記載されている。
このキャラクターのモニュメントは西側道路沿いに設置されている。

## その他
バップが発売するごめん・なはり線記念ソング『いいなぁ安芸（アキ）』（2003年発売）と言うアルバムに、「ルンルンナハリ」のタイトルで奈半利駅に関するオリジナルソングが収録されている（歌：やなせたかし、大和田りつ子、岡崎裕美）。このオリジナルソングもイメージキャラクターと同様にやなせたかしが作詞・作曲した（作曲者名義は「ミッシェル・カマ」）。

## 隣の駅
土佐くろしお鉄道
■ごめん・なはり線
田野駅 (GN22) - 奈半利駅 (GN21)